# Карайоларъ
„Карайоларъ“ (на турски: Karayolları) е квартал на Истанбул, разположен в околия Газиосманпаша. Общата му площ е 1,5 км2. Според данни на Адресната система за регистриране на населението (ABPRS) към 2023 г. населението на „Карайоларъ“ е 39 247 жители.